# 6744 Komoda
6744 Komoda este un asteroid din centura principală de asteroizi.

## Descriere
6744 Komoda este un asteroid din centura principală de asteroizi. A fost descoperit pe 6 mai 1994 la Kitami de Kin Endate și Kazuro Watanabe. El prezintă o orbită caracterizată de o semiaxă mare de 2,26 ua, o excentricitate de 0,19 și o înclinație de 6,7° în raport cu ecliptica.